# Plaça dels Arbres
La Plaça dels Arbres és una plaça pública de Vila-rodona (Alt Camp) inclosa a l'Inventari del Patrimoni Arquitectònic de Catalunya.

## Descripció
La plaça dels Arbres presenta planta rectangular i està situada al centre actual de la vila. Entre dos carrers de fort pendent, la plaça equilibra mitjançant un accés esglaonat, el desnivell entre la Casa de la Vila, situada en un pla inferior, i l'església, que tanca l'espai per la part més elevada. Aquesta elevació respecte dels carrers de circulació rodada constribueix a donar a aquest espai públic un caràcter aïllat que, juntament amb la presència dels arbres i amb la disposició de la resta d'elements (bancs, gronxadors, ...), revelan la voluntat urbanística del projecte.

## Història
La idea de la construcció de l'actual plaça dels Arbres data de mitjan segle xix, quan es va fer palesa la necessitat d'una nova plaça pública suficient per a una població en increment demogràfic i econòmic. L'emplaçament triat corresponia al lloc ocupat pel cementiri vell i per l'hort del rector. El 21 de juliol de 1861, el govern concedí a l'Ajuntament el cementiri vell, i el 1867 passà a mans municials l'hort del rector. Les obres més importants quant a la configuració de l'espai actual de la plaça van ser realitzades entre 1868 i el 1873, data en la qual es procedí a plantar els arbres que encara avui la caracteritzen.
El 1986 es remodelà de forma considerable, es pavimentà eliminant els arbres del recinte interior i es canvià el mobiliari urbà.